# Cumpăna
Cumpăna é uma comuna romena localizada no distrito de Constanţa, na região de Dobruja. A comuna possui uma área de 50.64 km² e sua população era de 10588 habitantes segundo o censo de 2007.